# Audyt wewnętrzny
Audyt wewnętrzny – według definicji podanej przez The Institute of Internal Auditors (IIA) – jest niezależną działalnością doradczą i weryfikującą (ang. assurance activity), której celem jest usprawnienie operacyjne organizacji i wniesienie do niej wartości dodanej. Audyt wewnętrzny pomaga organizacji w osiąganiu jej celów poprzez systematyczne i metodyczne podejście do oceny i doskonalenia skuteczności procesów zarządzania ryzykiem, kontroli i zarządzania organizacją (ang. governance).

## Historia
Audytorzy wewnętrzni początkowo byli odpowiedzialni głównie za sprawdzanie poprawności danych finansowych organizacji. Autorzy Sawyer’s Internal Auditing, L. B. Sawyer i M. A. Dittenhofer, uważają, że audyty praktykowane były już 3500 lat przed naszą erą w Mezopotamii. Odkryto bowiem dokumenty finansowe z tego okresu, noszące oznaki sprawdzania i weryfikacji danych zawartych w tych dokumentach. Podobne oznaki wykryto w dokumentach egipskich, chińskich, perskich i żydowskich.
Nowoczesny audyt wewnętrzny powstał w XX wieku. Największą obecnie międzynarodową organizację zrzeszającą audytorów wewnętrznych, Instytut Audytorów Wewnętrznych (ang. The Institute of Internal Auditors), założono w 1941 roku.
W ciągu XX wieku orientacja audytu wyewoluowała z rachunkowo-księgowej w kierunku biznesowo-zarządczej. Wiąże się to z rosnącym poziomem złożoności działalności gospodarczej organizacji oraz coraz bardziej ograniczoną możliwością bezpośredniego kierowania ich działalnością.
Postępuje również specjalizacja audytu np. w zakresie audytu systemów informatycznych. Międzynarodową organizacją zajmującą się promowaniem zasad audytu informatycznego jest ISACA, której początki sięgają 1967 roku.

## Audyt wewnętrzny a procesy zarządzania ryzykiem
Działalność audytu jest skoncentrowana na obszarach w których występują najbardziej istotne ryzyka dla organizacji. Ma za zadanie ocenę efektywności procesów zarządzania ryzykiem. Jest to szczególnie istotne dla działalności gospodarczej organizacji.

## Audyt wewnętrzny a ład korporacyjny
Dobre praktyki ładu korporacyjnego opracowane na przełomie XX i XXI wieku duże znaczenie przywiązują do audytu wewnętrznego. Zalecają podporządkowanie prac audytu wewnętrznego Komitetowi ds. Audytu, w którego skład wchodzą członkowie Rady Nadzorczej organizacji.
Regulacje amerykańskiej Ustawy Sarbanesa-Oxley (tzw. SOX) są bardziej radykalne co do podziału obowiązków i odpowiedzialności w organizacji.

## Jednostki sektora finansów publicznych
Zgodnie z art. 272 ustawy o finansach publicznych z 2009: „Audyt wewnętrzny jest działalnością niezależną i obiektywną, której celem jest wspieranie ministra kierującego działem lub kierownika jednostki w realizacji celów i zadań przez systematyczną ocenę kontroli zarządczej oraz czynności doradcze”.
Ustawodawca sformułował definicję audytu wewnętrznego w sposób bardziej zbliżony do jego faktycznej istoty. W porównaniu do poprzedniej ustawy profiluje działania audytora wewnętrznego na ocenę kontroli zarządczej oraz czynności doradcze wykonywane na rzecz kierującego jednostką sektora finansów publicznych. Jest to zdecydowanie bliższe ogólnej definicji audytu wewnętrznego, propagowanej przez organizacje skupiające audytorów wewnętrznych.
Podstawowe zasady funkcjonowania audytu wewnętrznego w polskiej administracji publicznej określa ustawa o finansach publicznych oraz rozporządzenie Ministra Finansów w sprawie szczegółowego sposobu i trybu przeprowadzania audytu wewnętrznego.

## Rodzaje audytu wewnętrznego
Podstawowe rodzaje audytu wewnętrznego:
- audyt finansowy
- audyt operacyjny
- audyt informatyczny